# Ctenoscelis acanthopus
Ctenoscelis acanthopus är en skalbaggsart som först beskrevs av Ernst Friedrich Germar 1824.  Ctenoscelis acanthopus ingår i släktet Ctenoscelis och familjen långhorningar.
Artens utbredningsområde är Paraguay. Inga underarter finns listade i Catalogue of Life.